# Madame Grès
Germaine Émilie Krebs, dite « Alix », puis « Alix Grès », et enfin célèbre sous le nom de Madame Grès, née le 30 novembre 1903 à Paris et morte le 24 novembre 1993 à La Valette-du-Var, est une grande couturière, créatrice de haute couture. Elle exercera sous deux appellations distinguant deux maisons de coutures différentes : « Madame Grès » et « Grès ». 

## Biographie
D'abord séduite par la danse puis par la sculpture, Germaine Émilie Krebs décide finalement de devenir modiste. Elle commence en 1933 avec une associée, Julie Barton, sous le nom d'Alix Barton, puis, séparée de son associée  en 1934 sous le nom d'Alix et nomme son atelier Alix Couture alors qu'elle ne sait pas encore coudre. En 1935, elle réalise les costumes de la pièce La guerre de Troie n'aura pas lieu, de Jean Giraudoux, dans une mise en scène de Louis Jouvet. En 1937, elle obtient le premier prix de Haute couture à l'Exposition universelle.
Mariée en 1937 au sculpteur ukrainien Serge Czerefkov (né en 1899 à Kyїv, arrivé à Paris en 1924), elle lui emprunte son nom d'artiste, Grès - qui est la quasi-anagramme du prénom de ce sculpteur -.
Elle crée ainsi sa propre maison de couture en 1935 sous le nom de Madame Grès au faubourg Saint-Honoré. Son style est caractérisé par les drapés et les lignes pures. À son retour après l'Exode, elle retrouve sa maison de couture qui ne lui appartient plus, son associé l'ayant vendue. Perdant l'usage du nom « Madame Grès », elle fonde une nouvelle entreprise sous le nom de « Grès ». La nouvelle maison de couture est installée de 1942 à 1988 au 1, rue de la Paix, à Paris ; elle habite dans le 16e arrondissement.
Son style vestimentaire personnel est immuable : des pulls à col roulé et un turban dans les cheveux. À l'inverse de Coco Chanel, elle ne porte jamais ses créations mais des vêtements cousus par ses ouvrières. Elle mesure 1 mètre 50.
En 1959, elle lance son premier parfum, Cabochard,, qui sera suivi par Cabotine.
Lucien François, chroniqueur de mode, a fait d'elle ce portrait : « Avec son fin visage dont le vaste front est toujours orné de son turban, et ses yeux dont il ne lui est pas facile d'éteindre la malice, telle est Madame Grès. »
En 1980, elle lance ses deux premières collections de prêt-à-porter réalisées par Peggy Huynh Kinh. Puis elle réitère en 1983 avec une collection de prêt-à-porter, dont elle souhaite maitriser de bout en bout le processus de fabrication.
Au nom de la Chambre syndicale de la haute couture, elle remet la Légion d'honneur à la créatrice de mode Lola Prusac. Au milieu des années 1980, elle est présidente de la Fédération française de la couture.
Elle cède en 1982 la parfumerie, puis en 1984 la maison de couture, à l'homme d'affaires Bernard Tapie, qui ambitionne de développer une griffe de prêt-à-porter Madame Grès. La griffe est rachetée en 1986 par la maison Jacques Esterel. En 1987, après trois ans de loyers impayés, la maison de couture est vidée par les huissiers et un bon nombre de ses créations jetées aux ordures. En 1988, elle est cédée au groupe japonais Yagi Tsusho limited, qui engage comme directeur artistique le couturier Lloyd Klein. Celui-ci poursuit la création et les collections sous le nom de Grès. Lloyd Klein, qui aura obtenu à l’époque un des plus gros contrats dans le milieu de la mode, avec un salaire de 150 000 francs par mois ainsi qu’une somme annuelle de 12 millions de francs, décide de quitter la Maison Grès en 1995 pour poursuivre la création de ses propres collections à New York.
Les parfums sont vendus au holding Lamotte-Taurelle pour 15 millions de francs, puis deviennent en avril 1993 la propriété d'Altus Finance (filiale du Crédit lyonnais). 
Madame Grès disparaît le 24 novembre 1993 dans une grande discrétion, voulue par sa famille,,.

## Vie privée
Germaine Krebs a une fille, Anne, qui épousa, en premières noces, en 1965, Claude Graire, puis en secondes noces, Jean-Vincent de Saint-Phalle.

## Expositions
- 1994 : Metropolitan Museum of Art de New York.
- 2003 : Musée de Bourgoin-Jallieu, l'exposition Madame Grès, entre ombre et lumière, avec la maison Jacques Esterel, propriétaire de la collection.
- 2011 : Musée Bourdelle, 1e rétrospective parisienne[16].
- 2012 : Musée de la Mode (MoMu) d'Anvers.

## Le pli Grès
Madame Grès a travaillé une étoffe en jersey de soie qu'elle avait commandé spécialement aux fabricants. Le pli Grès est formé pendant la construction de la robe, puis cousu. Il consiste à réduire un lé de tissu de 280 cm de large à 7 cm par la seule création de multiples plis très serrés, « flots d'étoffe maîtrisés ». Ses robes drapées d'inspiration antique ont fait sa renommée. C'est un des trois types de plis portant le nom de leur créateur.

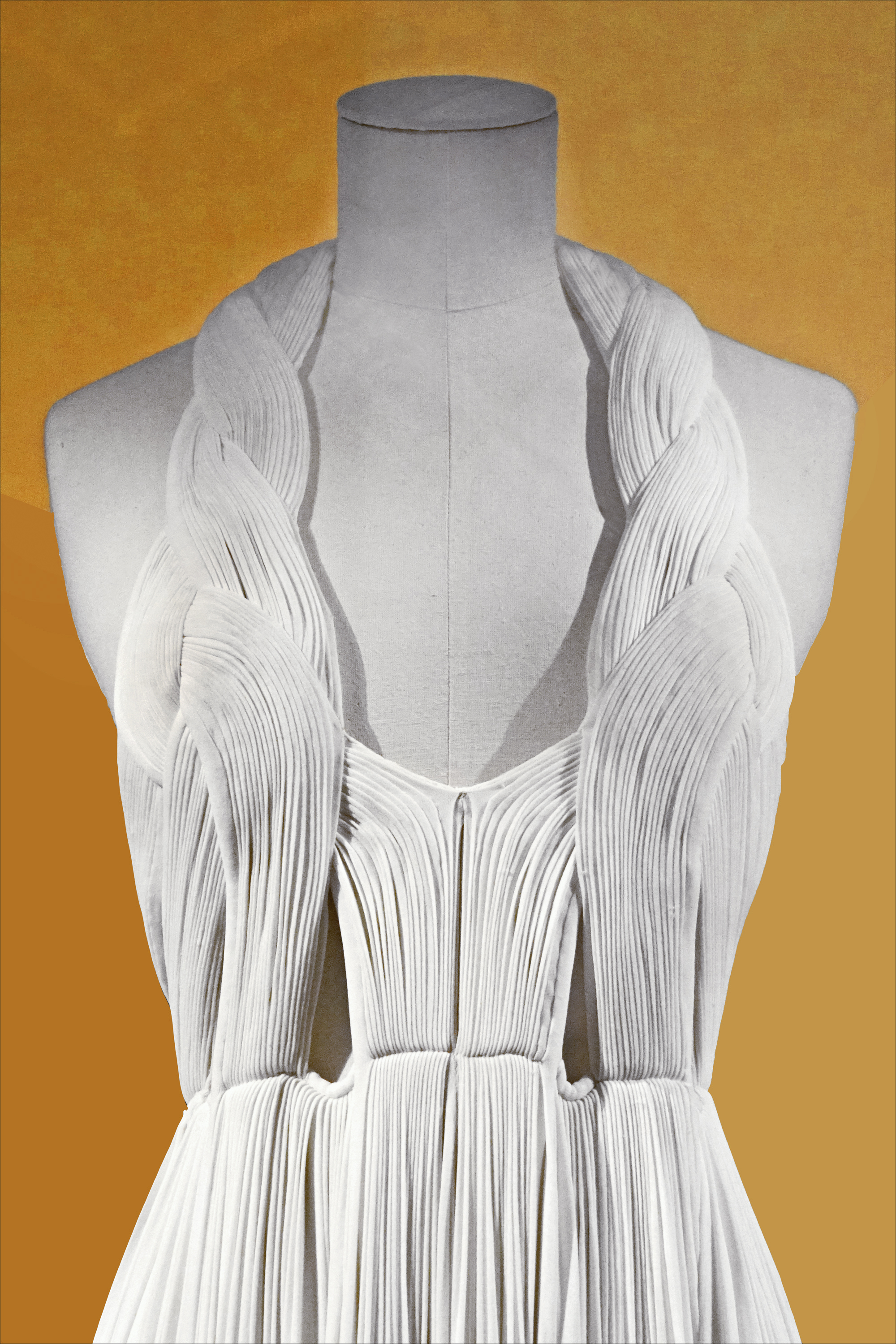
Robe du soir, 1975, jersey de soie et rayonne, collection du Palais Galliera, Paris.

## Clientes célèbres
- Jane Birkin[6]
- Maria Casarès[6]
- Marlene Dietrich[6]
- Greta Garbo[6]
- Grace Kelly[6]
- Yvette Labrousse[6]
- Danielle Mitterrand[6]
- Jacqueline Kennedy-Onassis[15]
- Édith Piaf[6]
- Marie-Hélène de Rothschild[15]
- La duchesse de Windsor[6]
- Magda Tagliaferro[18]

## Prix et récompenses
- 1937 : 1er prix de Haute couture à l'Exposition universelle de 1937
- 1976 : Dé d'or[10]

## Décorations
- Commandeur de l'ordre des Arts et des Lettres. Elle est nommée commandeur le 14 juillet 1983[19].
- Officier de la Légion d'honneur, promue en 1980, nommée chevalier le 10 février 1949.